# Bach 2: Basics
Bach 2: Basics è un album raccolta di Sebastian Bach uscito nel 2001 per la Get Off My Bach Productions.
Il disco raccoglie per la maggior parte i brani con cui Bach partecipò ai vari tribute album.

## Tracce
1. I Don't Know (Osbourne, Daisley, Rhoads) 5:08 (Ozzy Osbourne cover)
2. Crazy Train (Osbourne, Daisley, Rhoads) 5:01 (Ozzy Osbourne cover)
3. Believer (Osbourne, Daisley, Rhoads) 5:36 (Ozzy Osbourne cover)
4. Children of the Damned (Harris) 4:36 (Iron Maiden cover)
5. Motorvatin'/Fallen Star (Monroe, McCoy) 5:40 (Hanoi Rocks cover)
6. This Is the Moment [Live] (Wildhorn, Bricusse) 3:41 (Jekyll & Hyde Musical cover)
7. Communication Breakdown (Page, Jones, Bohnam) 2:40 (Led Zeppelin cover)
8. Working Man (Lee, Lifeson) 3:52 (Rush cover)
9. Rock Bottom (Frehley, Stanley) 3:08 (Kiss cover)
10. Shock Me (Frehley) 3:42 (Kiss cover)
11. Save Your Love (Frehley) 5:19 (Kiss cover)
12. Immigrant Song (Page, Plant) 2:21 (Led Zeppelin cover)
13. T.N.T. (Scott, Young, Young) 3:38 (AC/DC cover)
14. Little Lover (Scott, Young, Young) 4:36 (AC/DC cover)
15. Jacob's Ladder  (Lee, Lifeson, Peart) 7:38 (Rush cover)
16. Tonight's the Night (Stewart) 3:15 (Rod Stewart cover)

## Curiosità
La maggior parte delle tracce sono state tratte dai tribute album di varii artisti al quale Bach ha partecipato:
- Tracce 1, 2, 3 tratte dal disco Randy Rhoads Tribute del 2000.
- Traccia 4 tratta dal disco Slave to the Power: The Iron Maiden Tribute del 2003.
- Tracce 7, 12 tratte dal disco Stairway to Heaven: A Tribute to Led Zeppelin del 1997.
- Tracce 8, 15 tratte dal disco Working Man: Tribute to Rush del 1996.
- Tracce 9, 10, 11 tratte dal disco Spacewalk: A Tribute to Ace Frehley del 1996.
- Tracce 13, 14 tratte dal disco Thunderbolt: A Tribute to AC/DC del 1998.

## Musicisti
- Sebastian Bach - voce
- Wolf Hoffmann - chitarra (nel brano 1)
- Mike Brignardello - basso (nei brani 1,2,3)
- Michael Cartellone - batteria (nei brani 1,2,3)
- Bob Parr - tastiere (nel brano 1)
- Jake E. Lee - chitarra solista (nei brani 2,8)
- Kane Roberts - chitarra ritmica (nei brani 2,3)
- Dimebag Darrel - chitarra solista (nel brano 3)
- Richie Scarlet - chitarra (nel brano 4), chitarra, armonica, piano (nel brano 5)
- Anton Fig - batteria (nel brano 4)
- Larry Fisher - basso (nel brano 4)
- Sam Yaffa - basso (nel brano 5)
- Mark "BamBam" McConnell - batteria (nei brani 5,13,16)
- Jason Howland - piano (nel brano 6)
- Slash - chitarra solista (nel brano 7)
- Vivian Campbell - chitarra solista (nei brani 7,12)
- Tim Pierce - chitarra (nei brani 7,12)
- Jeff Pilson - basso (nei brani 7,12)
- James Kottak - batteria (nei brani 7,12)
- Brendt Allman - chitarra (nel brano 8,15)
- Billy Sheehan - basso (nel brano 8,15)
- Mike Portnoy - batteria (nel brano 8,15)
- Paul Crook - intro chitarra (nel brano 9)
- Russ Parish - chitarra (nel brano 9)
- John Alderete - basso (nei brani 9,11)
- Scott Travis - batteria (nei brani 9,11)
- Eddie Ojeda - chitarra (nel brano 10)
- Eric Brittingham - basso (nel brano 10)
- Rob Affuso - batteria (nel brano 10)
- Russ Parish - chitarra (nel brano 11)
- Bruce Bouillet - chitarra (nel brano 11)
- Matt Sherrod - batteria (nel brano 11)
- Jimmy Flemion - chitarra (nel brano 13), voce (nel brano 16)
- Kelley Deal - basso (nel brano 13), voce, basso, effetti (nel brano 16)
- Warren DeMartini - chitarra (nel brano 14)
- Billy Sherwood - basso (nel brano 14)
- Bobby Blotzer - batteria (nel brano 14)
- John Petrucci - chitarra (nel brano 15)
- D'arcy Wretzky - voce (nel brano 16)